# Egidio Biscaro
Egidio Biscaro (Foresto di Cona, 22 de septiembre de 1928-Porogali, 29 de enero de 1990) fue un misionero comboniano italiano, reconocido por su labor como misionero en Uganda, África, donde murió asesinado en el desempeño de su trabajo, mientras intentaba salvar la vida de una mujer agonizante.

## Biografía

### Origen y formación
Egidio Biscaro es el último de seis hijos de una familia de campesinos, nació en la localidad de Foresto, del comune Cona (Provincia de Venecia-Italia). Quedó huérfano de madre cuando contaba con solo cinco años. Cuatro años después de la muerte de la mamá, la familia emigró a Vaiano di Merlino, donde fueron acogidos y acompañados por el párroco Domenico Locatelli. Allí, Egidio y sus hermanos comenzaron a frecuentar el oratorio, donde conocieron a un misionero que viajaba para África. La presencia anónima de este religioso sembró en Egidio el deseo de ser misionero.
En 1943, otro misionero, promotor vocacional de los Combonianos, pasó por el pueblo, siendo la oportunidad para Egidio de declarar abiertamente su deseo. Fue aceptado en la congregación como hermano laico, se trasladó para la casas de preparación de los hermanos combonianos de Thiene (Vicenza). Allí aprendió mecánica y otros cursos técnicos necesarios para las misiones.
El 16 de julio de 1947, Egidio ingresó al noviciado de Venegono Superiore (Varese), el 7 de octubre del mismo año recibió el hábito de la congregación. Fue trasladado poco después para Sunningdale, Inglaterra, con la intención de completar sus estudios y de ejercitarse en la lengua inglesa, donde realizó sus primeros votos como misionero, el 15 de agosto de 1949, contaba Egidio con 22 años de edad.

### Misionero en Uganda
A finales de 1950 fue destinado a la misión de Gulu en Uganda. Allí trabajó principalmente en la reparación de autos, no solo de los religiosos que se dirigían a las misiones lejanas, sino también de todos aquellos que en su vecindad lo necesitaran. En esta misión duró tres años, hasta que fue trasladado a la oficina de Laybi, sonde trabajó también como profesor de mecánica para que los jóvenes del lugar pudieran tener una fuente de sustento. Para poder enseñar en la escuela necesitaba de una diploma de acreditación, por ello fue trasladado a Inglaterra e, 1958 para estudiar en la Paddington Technical College y sacar el título. En 1959 regresó a Laybi para ocuparse de la instrucción en la escuela.
El misionero comboniano presenció en carne propia los cambios que afectaban a Uganda, como el paso de ser una colonia británica a una nación independiente en 1962 y los cambios y crecimiento de la Iglesia ugandesa en tiempos del Concilio Vaticano II. La restitución del diaconado permanente en la Iglesia católica gracias al Concilio, hizo que Egidio pidiese a sus superiores la oportunidad de convertirse en diácono. La congregación no solo aceptó su petición sino que además le pidieron ordenarse sacerdote. De esa manera, regresó a Italia, y se ordenó el 6 de abril de 1964 en Milán.
La situación en Uganda empeoró en la mitad de la década de los sesenta, guerras contra los países vecinos, conflictos políticos internos y guerrillas, a lo que se suma la carestía y las enfermedades. En esa situación los misioneros podían pedir regresar a su país de origen, pero ni el neosacerdote Egidio, ni ninguno de sus compañeros se retiró del país africano.

### Asesinato
En los años 90, la situación de Uganda había cambiado económica y políticamente, sin embargo la seguridad aún era un problema para los ciudadanos, por los frecuentes ladrones que asaltaban en masas las pequeñas poblaciones y misiones, devastando todo. El 29 de enero de 1990, Egidio salió de la misión de Pajule, donde se encontraba, para acompañar a una mujer que debía ser internada en el hospital, sabiendo el riesgo que se corría al abandonar la misión, puesto que el camino estaba infectado de bandidos. Efectivamente los asaltadores les detuvieron en camino, en la localidad de Porogali, con una arremetida de metralleta, que mató instantáneamente a la mujer y dejó gravemente heridos a Egidio y a otro misionero que les acompañaba, Aldo Pieragostini. Los bandidos se llevaron lo que necesitaron y abandonaron a su suerte a los sacerdotes. Egidio murió luego de una larga agonía. Aldo en cambió se salvó luego de varias intervenciones quirúrgicas en el hospital de Kitgum.